# Nazim Bakırcı
Nazim Bakırcı (né le 29 mai 1986 à Konya) est un coureur cycliste turc.

## Palmarès
- 2008
  -  Médaillé de bronze du championnat des Balkans sur route
- 2009
  - 2e du championnat de Turquie sur route
- 2011
  - 2e étape du Tour d'Isparta
  - International Paths of Victory Tour :
    - Classement général
    - 4e étape

  - 2e du championnat de Turquie sur route
  - 2e du Tour d'Isparta
  - 2e du Tour d'Alanya
  - 3e du Tour de la Marmara
- 2013
  -  Champion de Turquie sur route
- 2015
  - Tour d'Ankara :
    - Classement général
    - 1re étape
- 2016
  - Tour de Mersin
- 2018
  - Tour de Mésopotamie : 
    - Classement général
    - 1re étape

## Classements mondiaux
| Année           | 2009 | 2010 | 2011 | 2012 | 2013 | 2014 | 2015 | 2016 | 2017 | 2018 |
| --------------- | ---- | ---- | ---- | ---- | ---- | ---- | ---- | ---- | ---- | ---- |
| UCI Europe Tour | 852e | 977e | 39e  |      | 346e | 739e | 219e | 623e | 722e | 691e |
| UCI Africa Tour | 149e |      | 191e |      |      |      |      |      |      |      |